# Rancaran
Rancaran is een bestuurslaag in het regentschap Padang Lawas Utara van de provincie Noord-Sumatra, Indonesië. Rancaran telt 90 inwoners (volkstelling 2010).